# Chứng chỉ chuyên nghiệp
Chứng chỉ chuyên nghiệp hoặc chứng nhận chuyên nghiệp, thường được gọi đơn giản là chứng nhận hoặc bằng cấp, là một chỉ định mà một người đạt được nhằm đảm bảo trình độ chuyên môn đủ để thực hiện một công việc hoặc nhiệm vụ. Không phải tất cả các chứng nhận mà sử dụng các thư từ gửi cho người tham gia thi là một sự thừa nhận về thành tích giáo dục, hoặc một cơ quan được chỉ định để bảo vệ lợi ích công cộng.

## Tổng quan
Chứng nhận là chứng thực của bên thứ ba về trình độ hiểu biết hoặc trình độ của một cá nhân trong một ngành hoặc nghề nghiệp nhất định. Chúng được cấp bởi các cơ quan có thẩm quyền trong lĩnh vực này, chẳng hạn như các xã hội và trường đại học chuyên nghiệp, hoặc bởi các cơ quan cấp chứng chỉ tư nhân. Hầu hết các chứng chỉ là giới hạn thời gian; một số hết hạn sau một khoảng thời gian (ví dụ: thời gian tồn tại của sản phẩm cần chứng nhận sử dụng), trong khi một số khác có thể được gia hạn vô thời hạn miễn là đáp ứng một số yêu cầu nhất định. Đổi mới thường yêu cầu giáo dục liên tục duy trì cập nhật những tiến bộ trong lĩnh vực này, bằng chứng là kiếm được số tín chỉ giáo dục thường xuyên (CEC), hoặc các đơn vị giáo dục thường xuyên (CEU), từ các khóa phát triển chuyên nghiệp được phê duyệt.
Nhiều chương trình chứng nhận được liên kết với các hiệp hội chuyên nghiệp, tổ chức thương mại hoặc các nhà cung cấp tư nhân quan tâm đến việc nâng cao các tiêu chuẩn ngành. Các chương trình chứng chỉ thường được tạo ra hoặc xác nhận bởi các hiệp hội chuyên nghiệp, nhưng thường hoàn toàn độc lập với các tổ chức thành viên. Chứng chỉ rất phổ biến trong các lĩnh vực như hàng không, xây dựng, công nghệ, môi trường và các lĩnh vực công nghiệp khác, cũng như chăm sóc sức khỏe, kinh doanh, bất động sản và tài chính.